# Шивпури (округ)
Шивпу́ри (хинди शिवपुरी जिला; англ. Shivpuri) — округ в индийском штате Мадхья-Прадеш. Административный центр — город Шивпури.

## История
Округ образован в 1947 году.  

## Демография
По данным всеиндийской переписи 2001 года население округа составляло 1 441 950 человек. Уровень грамотности взрослого населения составлял 58,9 %, что примерно соответствовало среднеиндийскому уровню (59,5 %). Доля городского населения — 16,6 %.